# Goddess of Love
Goddess of Love è un film per la televisione del 1988 diretto da Jim Drake.
È un film fantastico statunitense con Vanna White, David Naughton e David Leisure. È incentrato sulle vicende della dea Venere che, in età contemporanea, si innamora di un uomo.

## Produzione
Il film, diretto da Jim Drake su una sceneggiatura di Don Segall e Phil Margo, fu prodotto da Barbara Black e Segall per la New World Television, la Phil Margo Entertainment e la Phoenix Entertainment Group. Gli effetti speciali furono affidati a Fantasy II Film Effects. La musica è firmata da Dennis Dreith, Mitch Margo e dallo stesso Phil Margo (accreditato per le musiche come A.S. Dimond).

## Distribuzione
Il film fu trasmesso negli Stati Uniti il 20 novembre 1988 sulla rete televisiva NBC). È stato distribuito anche in Germania Ovest con il titolo Die Frau, die vom Himmel fiel e in Spagna con il titolo Se ha perdido una diosa.